# Лю Веньцзінь
Лю Веньцзінь (刘文金, 1937  — 2013) — сучасний китайський композитор, керівник Китайського товариства національної духової музики.

## Життєпис
Народився у травні 1937 року у м. Таншань (провінція Хебей). Ще дитиною разом із родиною перебрався до м. Аньян. З 1951 року навчався у місцевій середній школі, а з 1954 року у школі в Чженчжоу. 1956 року вступив до Центральної музичної консерваторії, де проходив навчання на композитора, вивчав оркестровку, теорію музики. Під час навчання Лю Веньцзінь показав відмінні результати, внаслідок чого був удостоєний стипендії як «найкращий студент». 1961 року закінчив цей музичний заклад.
Замолоду вже був знаний як талантовитий композитор та музика. Надалі Лю Веньцзінь був художнім керівником Центрального оркестру національних інструментів, директором Театру китайської опери і балету. Зараз Лю Веньцзінь є членом Союзу китайських композиторів і музикантів, заступником голови Комітету з розвитку музичної творчості, постійним членом Комітету з прав музичного тиражування. Крім того, він також виконує обов'язки керівника Китайського товриства національної духової музики.
У 1970-1980-х роках із гастролями Лю Веньцзінь неодноразово бував у Європі, Америці, Азії, його також не раз запрошували в Сянґан (Гонконг) і Аомень. Крім того, за ініціативою сінгапурського, сянґаньского, тайванського оркестрів національних інструментів були організовані концерти, на яких виконували його музику. Варто особливо згадати, що спільно з композиторами Японії та Кореї Лю Веньцзінь брав участь у створенні оркестру Азії.

## Нагороди та звання
За видатні заслуги в музиці Лю Веньцзінь отримав почесне посвідчення композитора від імені Держради КНР і спеціальну премію від уряду країни.
У 2001 році Лю Веньцзінь отримав почесне звання професора в Консерваторії при Центральному університеті Республіки Корея.

## Творчість
В його перших музичних творах «Баладі про Юй Вей» і «Фантазії на тему трьох ущелин» проявився неповторний стиль молодого композитора, в них відбився органічний синтез ерху та фортепіано. 1993 року «Балада про Юй Вей» була оголошена самих визначним музичним твором китайської класичної музики в 20 столітті. А в 1999 році інша написана ним п'єса під назвою «Фантазія на тему трьох ущелин» була включена в список альбому «Найкращі твори сценічного мистецтва та кінематографії Нового Китаю», який вийшов на честь святкування 50-річного ювілею з дня утворення Китаю. У травні 1982 року його п'єса для ерху «Роздуми біля Великої китайської стіни» здобула першу премію на 3 всекитайськом музичному конкурсі. Останніми роками цей твір виконувалося як на провінційних сценах Китаю, ОАР Сянґана і Аоменя, так і отримав популярність в країнах Європи та Америки.
У загальній складності Лю Веньцзінь написав і склав аранжування до величезної кількості творів народної творчості. Крім того, він є творцем музики для танцювальних номерів, театральних постановок, кінематографа.
На думку китайських музикознавців Лю Веньцзінь є найталановитішим музикантом в Китаї після Лю Тяньхуа. У вересні 1989 року зусиллями оркестру національних китайських інструментів Сянґна був проведений спеціальний концерт під назвою «Від Лю Тяньхуа до Лю Веньцзіня».
Товариство з вивчення китайської національної музики (США) назвало Лю Веньцзіня найвидатнішим композитором континентального Китаю. Ця організація протягом довгого часу випускала рецензії на його музику, аналізуючи його твори, наповнені національним китайським колоритом.